# Ponytail to shushu
„Ponytail to shushu” (jap. ポニーテールとシュシュ Ponītēru to shushu) – szesnasty singel japońskiego zespołu AKB48, wydany w Japonii 26 maja 2010 roku przez You! Be Cool.
Singel został wydany w trzech edycjach: dwóch regularnych (Type A, Type B) oraz „teatralnej” (CD). Pierwsza edycja regularna zawierała dodatkowo kartę do głosowania na członkinie mające pojawić się w kolejnym singlu. Osiągnął 1 pozycję w rankingu Oricon i pozostał na liście przez 86 tygodni, sprzedał się w nakładzie 740 291 egzemplarzy. Singel zdobył status potrójnej platynowej płyty.

## Lista utworów
Wszystkie utwory zostały napisane przez Yasushiego Akimoto.
Type A
| CD  |                                                                     |                                                                 |                                                                 |      |
| Nr  | Tytuł                                                               | Kompozycja                                                      | Aranżacja                                                       | Czas |
| 1.  | „Ponytail to shushu” (jap. ポニーテールとシュシュ)                  | Shinya Tada                                                     | Ikuta Machine                                                   | 4:29 |
| 2.  | „Nusumareta kuchibiru” (jap. 盗まれた唇) (Under Girls ver.)         | Yoshimasa Inoue                                                 | Yoshimasa Inoue                                                 | 4:00 |
| 3.  | „Boku no YELL” (jap. 僕のＹＥＬＬ) (Theater Girls ver.)             | Takafumi Fujino                                                 | Ikuta Machine                                                   | 5:03 |
| 4.  | „Ponytail to shushu” (jap. ポニーテールとシュシュ) (off vocal ver.) | Shinya Tada                                                     | Ikuta Machine                                                   | 4:29 |
| 5.  | „Nusumareta kuchibiru” (jap. 盗まれた唇) (off vocal ver.)           | Yoshimasa Inoue                                                 | Yoshimasa Inoue                                                 | 4:00 |
| 6.  | „Boku no YELL” (jap. 僕のＹＥＬＬ) (off vocal ver.)                 | Takafumi Fujino                                                 | Ikuta Machine                                                   | 5:05 |
| DVD |                                                                     |                                                                 |                                                                 |      |
| Nr  | Tytuł                                                               | Tytuł                                                           | Tytuł                                                           | Czas |
| 1.  | „Ponytail to shushu” (jap. ポニーテールとシュシュ) (Music Clip)     | „Ponytail to shushu” (jap. ポニーテールとシュシュ) (Music Clip) | „Ponytail to shushu” (jap. ポニーテールとシュシュ) (Music Clip) |      |
| 2.  | „Nusumareta kuchibiru” (jap. 盗まれた唇) (Music Clip)               | „Nusumareta kuchibiru” (jap. 盗まれた唇) (Music Clip)           | „Nusumareta kuchibiru” (jap. 盗まれた唇) (Music Clip)           |      |
| 3.  | „Boku no YELL” (jap. 僕のＹＥＬＬ) (Music Clip)                     | „Boku no YELL” (jap. 僕のＹＥＬＬ) (Music Clip)                 | „Boku no YELL” (jap. 僕のＹＥＬＬ) (Music Clip)                 |      |

Type B
| CD  |                                                                            |                                                                    |                                                                    |      |
| Nr  | Tytuł                                                                      | Kompozycja                                                         | Aranżacja                                                          | Czas |
| 1.  | „Ponytail to shushu” (jap. ポニーテールとシュシュ)                         | Shinya Tada                                                        | Ikuta Machine                                                      | 4:29 |
| 2.  | „Nusumareta kuchibiru” (jap. 盗まれた唇) (Under Girls ver.)                | Yoshimasa Inoue                                                    | Yoshimasa Inoue                                                    | 4:00 |
| 3.  | „Majijo Teppen Blues” (jap. マジジョテッペンブルース) (Theater Girls ver.) | Yūichi Ichikawa                                                    | Yūichi Ichikawa                                                    | 3:46 |
| 4.  | „Ponytail to shushu” (jap. ポニーテールとシュシュ) (off vocal ver.)        | Shinya Tada                                                        | Ikuta Machine                                                      | 4:29 |
| 5.  | „Nusumareta kuchibiru” (jap. 盗まれた唇) (off vocal ver.)                  | Yoshimasa Inoue                                                    | Yoshimasa Inoue                                                    | 4:00 |
| 6.  | „Majijo Teppen Blues” (jap. マジジョテッペンブルース) (off vocal ver.)     | Takafumi Fujino                                                    | Ikuta Machine                                                      | 3:46 |
| DVD |                                                                            |                                                                    |                                                                    |      |
| Nr  | Tytuł                                                                      | Tytuł                                                              | Tytuł                                                              | Czas |
| 1.  | „Ponytail to shushu” (jap. ポニーテールとシュシュ) (Music Clip)            | „Ponytail to shushu” (jap. ポニーテールとシュシュ) (Music Clip)    | „Ponytail to shushu” (jap. ポニーテールとシュシュ) (Music Clip)    |      |
| 2.  | „Nusumareta kuchibiru” (jap. 盗まれた唇) (Music Clip)                      | „Nusumareta kuchibiru” (jap. 盗まれた唇) (Music Clip)              | „Nusumareta kuchibiru” (jap. 盗まれた唇) (Music Clip)              |      |
| 3.  | „Majijo Teppen Blues” (jap. マジジョテッペンブルース) (Music Clip)         | „Majijo Teppen Blues” (jap. マジジョテッペンブルース) (Music Clip) | „Majijo Teppen Blues” (jap. マジジョテッペンブルース) (Music Clip) |      |

Wer. teatralna
| CD |                                                                            |                 |                 |      |
| Nr | Tytuł                                                                      | Kompozycja      | Aranżacja       | Czas |
| 1. | „Ponytail to shushu” (jap. ポニーテールとシュシュ)                         | Shinya Tada     | Ikuta Machine   | 4:29 |
| 2. | „Nusumareta kuchibiru” (jap. 盗まれた唇) (Under Girls ver.)                | Yoshimasa Inoue | Yoshimasa Inoue | 4:00 |
| 3. | „Boku no YELL” (jap. 僕のＹＥＬＬ) (Theater Girls ver.)                    | Takafumi Fujino | Ikuta Machine   | 5:03 |
| 4. | „Majijo Teppen Blues” (jap. マジジョテッペンブルース) (Theater Girls ver.) | Yūichi Ichikawa | Yūichi Ichikawa | 3:46 |

## Skład zespołu
„Ponytail to shushu”
- Team A:  Atsuko Maeda (środek), Minami Takahashi (środek), Haruna Kojima, Mariko Shinoda, Aki Takajō.
- Team K: Tomomi Itano, Minami Minegishi, Sae Miyazawa, Erena Ono, Yūko Ōshima.
- Team B: Tomomi Kasai, Yuki Kashiwagi, Rie Kitahara, Miho Miyazaki, Mayu Watanabe.
- Team S: Jurina Matsui.

„Nusumareta kuchibiru”
- Team A: Ami Maeda (środek), Haruka Katayama, Asuka Kuramochi, Misaki Iwasa, Aika Ōta, Rino Sashihara.
- Team K: Sayaka Akimoto, Reina Fujie, Ayaka Kikuchi, Moeno Nitō.
- Team B: Mika Komori, Manami Oku, Amina Satō, Sumire Satō.
- Team S: Rena Matsui (środek), Kumi Yagami.

„Boku no YELL”
- Team A: Natsumi Matsubara, Haruka Nakagawa, Chisato Nakata, Sayaka Nakaya, Shizuka Ōya
- Team K: Sakiko Matsui, Tomomi Nakatsuka, Misato Nonaka, Miku Tanabe, Mayumi Uchida, Ayaka Umeda, Rumi Yonezawa
- Team B: Rina Chikano, Natsumi Hirajima, Haruka Ishida, Kana Kobayashi, Yuka Masuda, Natsuki Satō, Mariya Suzuki
- Kenkyūsei: Sara Fujimoto, Atsuki Ishiguro, Momoko Kinumoto, Anna Mori, Mariya Nagao, Mariko Nakamura, Mina Ōba, Yuriko Sano, Haruka Shimazaki, Haruka Shimada, Eri Takamatsu, Miyu Takeuchi, Asaka Ueki, Suzuran Yamauchi, Yui Yokoyama.

„Majijo Teppen Blues”
- Team A: Haruna Kojima, Asuka Kuramochi, Atsuko Maeda, Ami Maeda, Aika Ōta, Rino Sashihara, Mariko Shinoda, Aki Takajō, Minami Takahashi.
- Team K: Sayaka Akimoto, Tomomi Itano, Sae Miyazawa, Moeno Nitō, Yūko Ōshima, Erena Ono.
- Team B: Tomomi Kasai, Yuki Kashiwagi, Rie Kitahara, Komori, Miho Miyazaki, Manami Oku, Mayu Watanabe.
- Team S: Jurina Matsui, Rena Matsui.
- SDN48: Nachu.

## Notowania
| Lista                                      | Pozycja |
| ------------------------------------------ | ------- |
| Oricon Weekly Singles Chart                | 1       |
| Oricon Yearly Singles Chart                | 5       |
| Billboard Japan Hot 100                    | 1       |
| Billboard Japan Hot Singles Sales          | 1       |
| Billboard Japan Hot Top Airplay            | 4       |
| Billboard Japan Adult Contemporary Airplay | 25      |

## Inne wersje
- Grupa SNH48 wydała własną wersję tytułowej piosenki, pt. „Mǎwěi yǔ fā quān” (chn. 马尾与发圈), na drugim minialbumie Flying Get w 2013 roku.